# Веліховка
Велі́ховка (каз. Велиховка) — село у складі Каргалинського району Актюбінської області Казахстану. Адміністративний центр Веліховського сільського округу.
Населення — 175 осіб (2021; 301 у 2009, 379 у 1999, 374 у 1989).